# خالد الجامعي
خالد بوشتي الجامعي (1944 في فاس في المغرب - 1 يونيو 2021 في الدار البيضاء في المغرب) صحافي وكاتب ومحلل سياسي مغربي، وُصف بـ«قيدوم الصحافيين المغاربة» (عميد الصحافيين)، شغل منصب رئيس تحرير جريدة لوبنيون الناطقة باسم حزب الاستقلال، وكان عضواً في اللجنة التنفيذية للحزب.

## وفاته
توفي يوم الثلاثاء الأول من يونيو 2021 ميلاديًّا، الموافق 20 شوال 1442 هجريًّا، في مدينة الدار البيضاء عن عمر ناهز 75 عامًا، بعد مُعاناته مع مرض السرطان، وقد نعاه عبد العزيز كوكاس، رئيس تحرير «الصحيفة» و«الأسبوعية الجديدة» سابقًا: «ما أوجع الفقد.. فقدنا اليوم هرما صحافيا، قلما متميزا قدم خدمة جليلة للصحافة الوطنية، ظلَّ يغمس قلمه من مداد الصدق وما بدّل ولا خان.. رحل خالد الجامعي إلى دار البقاء».
كما نعاه عبد الرزاق بوغنبور، الرئيس السابق لـ«العصبة المغربية لحقوق الإنسان»، على صفحته على فيسبوك ووصفه بأنه: «صديق عزيز وقيدوم الصحافيين بالمغرب»، وكتب حسن بناجح، القيادي بـ«جماعة العدل والإحسان»، على صفحته في فيسبوك: «بفقده يفقد المغرب قامة صحافية كبيرة في الكلمة المسؤولة، والمواقف المشهودة، والرأي المواكب لكل القضايا الكبيرة، ومناصرة معتقلي الرأي والصحافة».